# إم إس ليبرتي أوف ذا سيز
إم إس ليبرتي أوف ذا سيز (بالإنجليزية: Liberty of the Seas)، (بالعربية: حُرّية البحار)، هي سفينة بحرية سياحية تملكها شركة رويال كاريبيان إنترناشيونال، دخلت الخدمة في مايو 2007. أُعلن في البداية أنها كانت ستسمى (إنديفور أوف ذا سيز)، ولكن تم تغيير هذا الاسم في وقت لاحق. تتسع السفينة المكونة من 15 طابقا لـــ 3634 راكبا و1360 من الطاقم. بنيت في سنة ونصف في حوض السفن في إيكر فينياردز توركو، فنلندا، حيث بنيت أيضًا السفينة الشقيقة، إم إس فريدوم أوف ذي سيز. تم بناؤها في البداية بحمولة إجمالية قدرها 157.407 جي تي، وبذلك انضمت إلى السفينة الشقيقة، إم إس فريدوم أوف ذي سيز، كأكبر السفن السياحية وسفن الركاب في العالم. يبلغ طولها 338.920 متر (1111.940 قدم)، وعرضها 56.08 متر (184 قدم)، وتبلغ سرعتها 21,6 عقدة (40 كم/ساعة).
تعد ليبرتي أوف ذا سيز ثاني السفن من فئة (ليبرتي). وتم تسليم سفينة ثالثة، وهي إنديبندنس أوف ذا سيز، في نيسان/أبريل 2008. في عام 2009، أزاحتها سفينة إم إس أواسيس أوف ذا سيز التي بنيت بحمولة هائلة تقدر ب (220 جي تي)، عن الصدارة، لتصبح بذلك أكبر سفينة سياحية في العالم.

## نبذة تاريخية

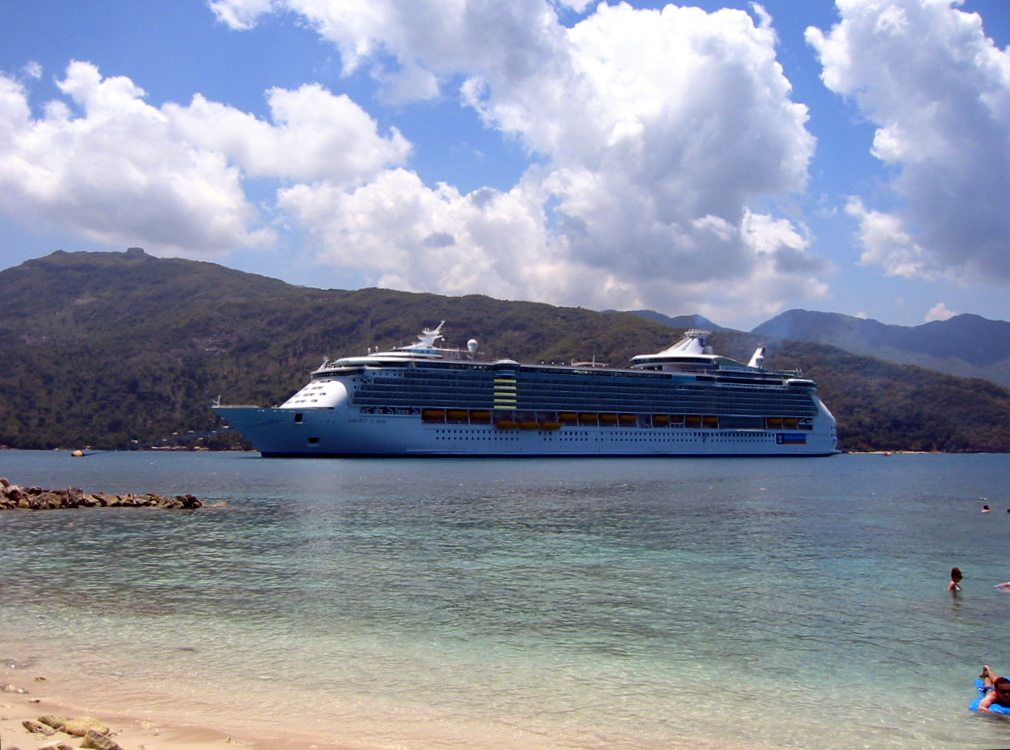
إم إس ليبرتي أوف ذا سيز راسية في لابادي، هايتي.

في 19 أبريل 2007، تم تسليم ليبرتي أوف ذا سيز إلى الشركة الأم «مجموعة روايال كاريبيان». في 22 أبريل 2007، قامت بأول رسو لها في ميناء ساوثهامبتون ضمن جولة ترويجية. ووصلت إلى ميناء كيب ليبرتي السياحي بنيوجيرسي في 3 مايو 2007.
في 18 مايو 2007، تم تعميد السفينة من قبل وكيل السفر دوناليا ماديلي، والتي هي وزوجها من مؤسسي منظمة الأيدي الخيرية عبر الأمم.
في يناير 2011، خضعت ليبرتي أوف ذا سيز لتجديدات شملت شاشة فيديو في الهواء الطلق في منطقة البركة الرئيسية.
في وقت لاحق من عام 2011، أكملت ليبرتي أوف ذا سيز أول رحلة بحرية عبر المحيط الأطلسي، وانتقلت من ميامي، فلوريدا إلى أن إستقرت في الميناء الأم برشلونة، إسبانيا. بقيت في أوروبا صيفا كاملا وجزءا من الخريف، ثم عادت إلى ميامي. حتى عام 2015، قضت ليبرتي أوف ذا سيز الصيف في أوروبا وفصول الشتاء إما في ميناء ميامي أو بورت إيفرغليدز في فلوريدا. في عام 2015، عادت ليبرتي أوف ذا سيز إلى ميناء كيب ليبرتي في بايون، نيو جيرسي من مايو إلى نوفمبر، وبعد ذلك عادت إلى غالفستون، تكساس.
في فبراير 2016، خضعت ليبرتي أوف ذا سيز مرة أخرى لتجديدات، وقد تم إضافة حجرات إضافية على مقدمة السفينة، وإدخال مطاعم جديدة، وإجراء تحسينات على سطح البركة. بعد التحسينات، أصبحت حمولتها الجملية 155.889 جي تي، الأمر الذي جعلها أكبر من السفينتين الأخريين من فئة ليبرتي، والحادية عشر من بين أضخم السفن السياحية في العالم، حيث تفوقت على سفينة (نرويجيان إيبيك) ب 16 جي تي.

## المرافق
تحتوي ليبرتي أوف ذا سيز على مرافق رياضية واسعة بما في ذلك مولد الموجات الإصطناعية للركمجة، ومنطقة تفاعلية للألعاب المائية للأطفال، وكرة الطائرة/كرة السلة، وحلبة التزلج على الجليد، ومركز كبير لللياقة البدنية. وهناك أيضا دوامتان يتجمعان ويخرجان من جانبي السفينة في شكل عتبة ناتئة لتقديم مناظر مفتوحة على للبحر في الأسفل ومركز مؤتمرات نموذجي لاجتماعات الأعمال التجارية. ومن بين مرافق الطعام الأخرى هناك غرفة طعام رسمية على بثلاثة طوابق.
في عام 2016، وفي عملية تجديد جديدية، تم تركيب مجمع زلاجات مائية يحتوي على زلاجتي سباق وأخرى لولبية، ومجمع ألعاب مائية للأطفال، يحتوي على زلاجات مائية صغيرة مناسبة لهم.
تم جمييل وتزيين العديد من الأماكن الداخلية للسفينة من قبل رسامة الجداريات كلاريسا باريش.

## 2020: انتشار فيروس كورونا 2019
في 2 أبريل 2020، أُفيد أن اثنين من أفراد الطاقم لديهم اختبار إيجابي لفيروس كورونا 2019. أحدهما لم يكن له أعراض، وظل في الحجر الصحي على متن السفينة، بينما نزل الآخر، الذي ظهرت عليه أعراض واضحة، وأرسل إلى مستشفى في غالفيستون.
في 15 أبريل 2020، بعد أن رست السفينة على ساحل تكساس، عادت ورست في غالفيستون.

## روابط خارجية
- الموقع الرسمي